# Kiểu và khai báo biến trong C
Ngôn ngữ lập trình C có một hệ thống mở rộng cho việc khai báo các biến của các kiểu khác nhau. Những quy tắc dành cho các kiểu phức tạp có thể gây nhầm lẫn tùy theo các kiểu thiết kế của chúng. Bài này nói về các khai báo biến, bắt đầu từ các kiểu đơn giản, và dẫn tới các kiểu phức tạp hơn.

## Kiểu cơ bản
Có 4 kiểu cơ bản của các biến trong C; đó là: char, int, double và float.
| Tên kiểu | Ý nghĩa |
| -------- | --- |
| char     | Đơn vị cơ bản nhất có thể địa chỉ hóa được; nó là một byte. Đây là một kiểu nguyên. |
| int      | Loại số nguyên theo kích cỡ tự nhiên nhất của các máy tính. Thông thường nó có thể lấy trọn một khoảng có thể địa chỉ hoá được của một word với độ lớn biến thiên từ 16, 32, hay 64 bit tùy theo kiến trúc của CPU và hệ điều hành. |
| double   | Một giá trị dấu chấm động có độ chính xác kép. |
| Float    | Một giá trị dấu chấm động có độ chính xác đơn. |

Để khai báo một biến có kiểu cơ bản, tên của kiểu được ghi ra trước sau đó đến tên của biến mới (hay của nhiều biến mới cách phân cách nhau bởi dấu phẩy) -- (Xem thêm định nghĩa dãy điểm)
```
char
 
red
;

int
  
blue
,
 
yellow
;

```

Các định tính khác nhau có thể đặt vào trong các kiểu cơ bản này để điều chỉnh kích cỡ và sẽ được miêu tả trong phần sau.
 Lưu ý: Ở đây chỉ nêu ra trường hợp khai báo đơn giản không đi kèm với việc gán giá trị khởi động cho biến 

### Dấu
Một kiểu được gọi là có dấu nếu kiểu nguyên đó có thể chứa các số âm. Ngược lại các kiểu cơ bản nào không chấp nhận các số âm là kiểu không dấu.

Có hai kiểu nguyên là char và int có thể có dấu âm hoặc không. Theo mặc định thì mọi kiểu int là có dấu (nghĩa là chúng chấp nhận các số âm). Để dùng dưới dạng không có dấu (tức là kiểu nguyên chỉ chấp nhận các sô không âm) thì từ khoá unsigned phải được dùng. Ngoài ra, thay vì khai báo đầy đủ trong dạng unsigned int, người ta có thể lược bỏ bớt từ khóa int (và nó được xem như hiểu ngầm—điều này chỉ dùng được cho kiểu int mà thôi). Như vậy hai khai báo sau đây hoàn toàn tương đương:
```
unsigned
 
int
 
green
;

unsigned
 
green
;

```

Đặc tả của C không xác định rõ ràng là kiểu char sẽ là loại có dấu hay không dấu; khi đó, dấu của kiểu này tùy thuộc vào quy định của nhà phát hành trình dịch. Như vậy, một cách để giảm sai sót khi làm việc trên nhiều loại trình dịch C khác nhau là khai báo rõ ràng bằng các định tính signed hay unsigned nếu dùng kiểu char để tính toán trên các con số. (Dù sao, nó thực sự sẽ không quá quan trọng nếu dùng kiểu char như là kiểu "ký tự".)
```
unsigned
 
char
 
grey
;

signed
 
char
 
white
;

```

Tiêu chuẩn chung yêu cầu char, signed char, unsigned char là các kiểu khác nhau. Ngoài ra, các hàm chuẩn về dãy các ký tự sử dụng các con trỏ chỉ tới kiểu char (không có định tính), nhiều trình dịch C sẽ bắt lỗi (hay cảnh cáo) nếu các kiểu ký tự khác được dùng như là dãy ký tự được chuyển vào các hàm này.

### Kích cỡ
Trong phần này hai cụm từ "chiếm" và "có độ dài" đều có nghĩa là "phần bộ nhớ cần thiết để dành cho một biến"; biến này có kiểu được miêu tả tùy theo chi tiết của bài viết.

Kiểu int cũng có các định tính về kích cỡ để đặc biệt hóa tầm rộng của giá trị mà kiểu này cho phép (tương ứng với đó là việc thay đổi phần bộ nhớ dùng để chứa các số có kiểu này).
```
short
 
int
 
yellow
;

long
 
int
 
orange
;

```

Tương tự như đã đề cập trong phần trước, người ta có thể bỏ không viết từ khóa int trong các kiểu mà đầy đủ phải viết là short int or long int. Thí dụ của hai khai báo sau đây là tương đương.
```
long
 
int
 
brown
;

long
 
brown
;

```

Có một số nhầm lẫn trong giới hiểu biết về C như là các kiểu nguyên có độ lớn bao nhiêu. Trong tiêu chuẩn thì không chỉ một cách rõ ràng việc này:
- Kiểu short int không thể lớn hơn kiểu int.
- Kiểu int không thể lớn hơn long int.
- Kiểu short int phải dài ít nhất 16 bit.
- Kiểu long int phải dài ít nhất 32 bit.

Trong tiêu chuẩn đã không đòi hỏi gì về các kích cỡ nêu trên và những khác nhau cần thiết. (Nghĩa là hoàn toàn hợp lệ nếu cả ba kiểu đều dài 64 bit!) Để có được một miêu tả chính xác và đơn giản của các kiểu, mỗi loại máy tính người ta áp dụng vào trong mỗi kiểu (cũng như là kích cỡ của một kiểu con trỏ; xem phần đưới đây) một loại lược đồ đã được tạo ra; (xem:64-Bit Programming Models Lưu trữ ngày 23 tháng 7 năm 2005 tại Wayback Machine). Hai lược đồ được biết nhiều nhất là
- ILP32, trong đó int, long int và các kiểu con trỏ chiếm 32 bit.
- LP64, trong đó, long int và con trỏ mỗi loại chiếm 64 bit, còn int có độ dài 32 bit.

Hầu hết các trình dịch dùng các lược đồ trên dùng 16 bit cho kiểu short int.
Một biến double có thể là một long double, mà trình dịch có thể sử dụng thay cho một kiểu double thuần túy. Tương tự tình huống trước, chuẩn C không hề nêu rõ các kích cỡ tương đối giữa các giá trị dấu chấm động, mà chỉ đòi hỏi float không được lớn hơn long double về kích cỡ.

### Từ khóa định tínhconstcho các kiểu
Để giúp tăng cường độ an toàn trong các chương trình, các giá trị có thể được đánh dấu là các hằng bằng từ khóa định tính const. Với từ khóa này thì một biến khai báo trở thành một hằng. Mọi thao tác do vô ý hay cố ý để điều chỉnh giá trị của nó sẽ bị báo lỗi bởi hầu hết các trình dịch. Bởi vì sau khi đã dùng từ khóa định tính const thì các giá trị của biến không thể thay đổi nữa nên người lập trình phải gán giá trị ban đầu ngay lúc khai báo.

Chuẩn C cho phép hoán đổi vị trí của các hiệu chính. Thí dụ cả hai khai báo hằng sau đây là tương đương
```
int
 
const
 
black
 
=
 
12
;

const
 
int
 
black
 
=
 
12
;

```

Cách khai báo đầu thường phản ánh cách dùng const trong cách dùng kiểu con trỏ trong khi cách thứ nhì lại tự nhiên hơn và phổ dụng hơn.

## Con trỏ
Một biến có thể được khai báo như là một con trỏ chỉ đến các giá trị có kiểu nào đó, với ý nghĩa của dùng từ khóa định tính *. Để khai báo chỉ việc viết thêm ngay trước tên biến một dấu sao:
```
char
 
*
square
;

long
 
*
circle
;

```

Lưu ý: Nếu dùng nhiều hơn một dấu sao thì sẽ tạo nên dạng các con trỏ đứng trước chỉ vào con trỏ đứng sau và con trỏ cuối cùng mới chỉ đến địa chỉ của giá trị biến.
Trong cuốn "The C Programming Language" (Ngôn ngữ lập trình C) có cho một giải thích tường tận về việc "hơi kì cục" khi dùng dấu sao trước tên của biến, trong khi dường như việc dùng dấu sao này đứng trước tên của kiểu thì có vẻ "hợp lý" hơn. Đó chính là việc tham chiếu ngược con trỏ, nó có kiểu của đối tượng mà nó chỉ tới. Trong thí dụ trên, *circle là một giá trị của kiểu long. Trong khi điều này khó thấy rõ trong thí dụ trên, thì nó lại cho thấy ưu điểm nếu dùng trong các kiểu phức hợp. Đây là lý do tại sao C "hơi kì cục" trong cách khai báo các kiểu phức hợp, lúc đó, tên của biến sẽ không còn rõ ràng trong khi khai báo kiểu như các thí dụ sẽ nêu trong phần tiếp sau đây.

Có một kiểu đặc biệt của giá trị mà không thể dùng được trực tiếp như là biến có kiểu, nhưng lại có thể chỉ đến nó nếu khai báo con trỏ.
```
void
 
*
triangle
;

```

Giá trị được chỉ tới ở đây không thể dùng trực tiếp được; mọi cố gắng để tham chiếu ngược con trỏ này sẽ dẫn tới một lỗi. Sự tiện lợi ở đây là vì nó là một con trỏ "tổng quát"; nó hữu dụng khi làm việc trên dữ liệu mà kiểu được chỉ tới là không giữ vai trò gì quan trọng. Đơn giản chỉ cần cái địa chỉ con trỏ. Nó thường được ứng dụng để chứa các con trỏ trong các kiểu để làm tiện ích như là danh sách liên kết, bảng băm (hash). Khi nào cần thì tiện ích sẽ đổi kiểu (typecast) thành con trỏ có kiểu cần dùng.

Sau đây là thí dụ về các khai báo con trỏ hợp lệ:
```
long
 
int
 
*
rectangle
;

unsigned
 
short
 
int
 
*
rhombus
;

const
 
char
 
*
kite
;

```

Lưu ý đặc biệt về việc dùng const trong trường hợp cuối cùng: ở đây kite là một con trỏ không phải là hằng chỉ tới một const char (tức là nó chỉ tới là một hằng có kiểu ký tự). Giá trị của kite tự nó không phải là hằng, chỉ có giá trị của char mà nó chỉ tới là một hằng. hay nói ngắn gọn hơn thì con trỏ kite có thể thay đổi để trỏ tới địa chỉ khác, nhưng giá trị tại địa chỉ mà con trỏ đang trỏ tới không thay đổi được.

Vị trí của từ khoá const đặt sau kiểu sẽ cho một cách thức để khai báo hằng con trỏ. Và như là một hằng, nó phải được gán giá trị khởi động khi khai báo:
```
char
 
*
 
const
 
pentagon
 
=
 
&
some_char
;

```

Ở đây, pentagon là một hằng con trỏ, mà nó chỉ tới một char. Giá trị mà nó chỉ tới lại không là một hằng; và sẽ không gây lỗi khi thay đổi ký tự được nó chỉ tới. Chỉ khi nào thay đổi chính con trỏ này thì sẽ gây lỗi (vì đã khai báo nó là hằng). Cũng có thể khai báo cả hai: con trỏ và giá trị mà nó chỉ tới đều là hằng. Có hai cách tương đương nếu muốn khai báo như vậy là:
```
char
 
const
 
*
 
const
 
hexagon
 
=
 
&
some_char
;

const
 
char
 
*
 
const
 
hexagon
 
=
 
&
some_char
;

```

### Con trỏ chỉ tới con trỏ
Vì lý do một khai báo chẳng hạn như char * tự nó là một kiểu, nên một biến con trỏ có thể được khai báo để nó chỉ vào các giá trị có kiểu như vây. Nói gọn hơn, chúng là con trỏ chỉ tới các con trỏ. Thí dụ:
```
char
 
**
septagon
;

```

Như đã đề cập phần trên các từ khóa định tính const có thể áp dụng vào chẳng hạn:
```
unsigned
 
long
 
const
 
int
 
*
 
const
 
*
octogon
;

```

Dòng trên khai báo octogon là một con trỏ chỉ tới một hằng con trỏ, và hằng con trỏ này trở lại chỉ tới một hằng số nguyên dạng unsigned long. Các kiểu con trỏ có thể lồng nhau, nhưng chúng càng trở nên khó khăn để nghĩ tới việc sử dụng khi mà càng nhiều cấp độ của sự gián tiếp tham gia vào. Mọi mã dùng nhiều hơn hai cấp độ của con trỏ có thể sẽ cần tới một sự thiết kế, dạng struct các con trỏ.

## Mảng
Đối với nhiều người lập trình, trong hầu hết các ngôn ngữ tương tự C, kiểu của một mảng nằm trong số phần tử mà nó chứa. Do vậy, khai báo sau đây có thể dùng trong các ngôn ngữ như Java hay C# để khai báo một mảng 10 giá trị số nguyên.
```
int
[
10
]
 
cat
;
 
/* THIS IS NOT VALID C CODE */

```

Mặc dù vậy, như đã nhắc tới trước đây, nguyên lý trong cú pháp khai báo của C làm cho việc khai báo tương tự như việc sử dụng của biến. Thí dụ: một truy cập tới mảng này chẳng hạn như là cat[i], lúc khai khai báo lại cũng có cú pháp dạng:
```
int
 
cat
[
10
];

```

### Mảng của các mảng
Tương tự như con trỏ, kiểu mảng có thể được lồng nhau. Vì trong cách viết mảng sử dụng các ngoặc vuông ([]), là một cách viết hậu tố, nên kích cỡ của mảng bên trong thì được ghi ở bên ngoài (hay đằng sau):
```
double
 
dog
[
5
][
12
];

```

Câu lệnh trên khai báo rằng dog là một mảng có năm phần tử. Mỗi phần tử là một mảng của 12 giá trị double.

### Mảng của các con trỏ
Vì kiểu của phần trong một mảng tự nó lại là một kiểu của C, mảng của các con trỏ đương nhiên cũng có cấu trúc:
```
char
 
*
mice
[
10
];

```

Câu lệnh này khai báo biến mice là mảng của 10 phần tử, trong đó, mỗi phần tử là một con trỏ chỉ tới char.

### Con trỏ chỉ tới các mảng
Để khai báo một biến là một con trỏ chỉ tới một mảng, nhất thiết phải dùng tới dấu ngoặc đơn. Nó tương tự như cách dùng ngoặc để đổi thứ tự ưu tiên cho phép toán (phép toán trong ngoặc sẽ được tính trước) chẳng hạn:
```
2
 
+
 
3
 
*
 
4

(
2
 
+
 
3
)
 
*
 
4

```

Hoàn toàn tương tự cho con trỏ chỉ tới các mảng. Lưu ý rằng dấu ngoặc vuông ([]) có độ ưu tiên cao hơn dấu sao (*), do đó khai báo sẽ có dạng:
```
double
 
(
*
elephant
)[
20
];

```

Câu lệnh này khai báo biến elephant là một con trỏ, và nó chỉ tới một mảng có 20 giá trị kiểu double.

Để khai báo một con trỏ chỉ tới dãy các con trỏ, chỉ cần kết hợp các cách viết:
```
int
 
*
(
*
crocodile
)[
15
];

```

## Hàm
Một sự khai báo hàm là một thí dụ điển hình của một kiểu dẫn xuất. Bởi vì hàm có thể nhận vào các tham số, kiểu của mỗi tham số phải được ghi rõ ra. Tên của mỗi tham số không nhất thiết phải được cho trước khi khai báo một hàm. Hai cách khai báo sau đây là tương đương:
```
long
 
bat
(
char
);

long
 
bat
(
char
 
c
);

```

### Tham số
Trong khi cả hai dạng trên đều đúng cú pháp, thì cách viết bỏ qua tên của các tham số thường được xét như là một dạng tồi khi viết các khai báo hàm trong các tập tin tiêu đề. Các tên này có thể cung ứng các thông tin có giá trị cho những người đọc các tập tin đó chẳng hạn như là ý nghĩa và phép toán của chúng.

Các hàm có thể nhận và trả về các kiểu con trỏ dùng cách viết thông thường cho một con trỏ:
```
int
 
const
 
*
ball
(
long
 
int
 
l
,
 
int
 
i
,
 
unsigned
 
char
 
*
s
);

```

Kiểu đặc biệt void hữu dụng cho việc khai báo các hàm mà chúng không có tham số nào cả:
```
char
 
*
wicket
(
void
);

```

Điều này khác với một bộ tham số trống rỗng, được dùng trong ANSI C, để khai báo một hàm, nhưng không cho bất cứ thông tin nào về các kiểu tham số của nó.
```
double
 
umpire
();

```

Câu lệnh trên khai báo một hàm tên là umpire, nó trả về một giá trị double, nhưng không đề cập gì về các tham số mà hàm đó dùng tới.

### Hàm nhận hàm khác làm tham số
Trong C, các hàm không thể trực tiếp lấy các hàm khác như là tham số của nó, hay không thể trả về một hàm số như là kết quả. Mặc dù vậy, chúng có thể lấy vào hay trả về các con trỏ. Để khai báo rằng một hàm lấy một con trỏ hàm như là một tham số, thì dùng cách viết chuẩn như đã ghi ở trên.
```
int
 
crowd
(
char
 
p1
,
 
int
 
(
*
p2
)(
void
));

```

Khai báo bên trên có một hàm mà có hai tham số. Đối số đầu tiên, p1, là một ký tự kiểu char thông thường. Đối số còn lại, p2 là một con trỏ chỉ tới một hàm. Hàm được chỉ tới này không (nên) có các tham số, và sẽ trả về một số nguyên int.

### Hàm trả về một hàm khác
Để khai báo một hàm mà nó trả về một hàm khác phải dùng tới dấu ngoặc đơn, để thay thứ tự ưu tiên của các phép toán (về hàm)
```
long
 
(
*
boundary
(
int
 
height
,
 
int
 
width
))(
int
 
x
,
 
int
 
y
);

```

Như trên, có hai bộ danh sách tham số, sự khai báo này nên được đọc thật kĩ, vì nó không được rõ ràng. Ở đây, hàm boundary được định nghĩa. Nó có hai tham số nguyên height và width, và trả về một con trỏ hàm. Con trỏ trả về này chỉ tới một hàm mà tự hàm đó có hai tham số nguyên là x và y, và trả về một số nguyên long.
Cách này có thể được mở rộng tùy ý để làm cho các hàm trả về con trỏ chỉ tới hàm mà hàm đó lại trả về các con trỏ, mà các con trỏ này chỉ tới các hàm khác, và vân vân, nhưng việc này sẽ biến mã nguồn trở nên khó hiểu một cách nhanh chóng, và rất dễ phát sinh lỗi. Nếu thấy cần thiết làm chuyện đó, thì người lập trình nên cứu xét việc thiết kế lại hay dùng một cách định nghĩa kiểu typedef.

## Cấu trúc
Cấu trúc (từ khóa tương ứng struct) thực sự là một "kiểu mở rộng" của mảng. So với mảng thì cấu trúc mạnh hơn ở chỗ nó cho phép các phần tử của nó có các kiểu khác nhau và mỗi phần tử này được gọi là thành phần của một cấu trúc:
```
struct
 
person

{

  
char
 
name
[
60
];

  
int
 
age
;

};
 
//lưu ý dấu ";" cần dùng để kết thúc câu lệnh

```

Câu lệnh struct nêu trên là một khai báo chuẩn để tạo ra một kiểu cấu trúc trong C.

### Định nghĩa biến kiểustruct
Việc định nghĩa một biến có kiểu struct cũng đơn giản như khi định nghĩa các biến bình thường:
```
struct
 
person
 
Bluesman
;

struct
 
person
 
Bio
 
=
 
{
"Hieu"
,
 
30
};

```

Trong cách đầu thì biến Bluesman chưa có giá trị khởi động (nó vẫn có thể được truy cập và thay đổi giá trị sau này) trong khi biến Bio đã được gán các giá trị ban đầu. Hãy lưu ý dùng dấu phẩy "," để phân biệt các giá trị được gán lên những thành phần của cấu trúc—và dĩ nhiên chúng phải có đúng kiểu cũng như không thể gán thiếu các giá trị cho các thành phần này.

Để truy cập đến các giá trị của biến có kiểu struct thì có thể dùng toán tử "." như câu lệnh sau:
```
printf
(
"Name: %s
\n
"
,
 
Bio
.
name
);

```

### Mảng của cácstruct
Để kiến tạo một mảng của các struct thì dùng cú pháp sau:
```
struct
 
person
 
list
[
10
];

```

### Con trỏ chỉ tớistruct
Cũng vậy, việc tiến hành khai báo một biến con trỏ có kiểu là struct tương tự cách thông thường. Chỉ cần thêm vào đó dấu sao đằng trước tên biến:
```
struct
 
person
 
*
Huong
;

```

### Cấu trúc lồng nhau
Kiểu cấu trúc cũng có thể định nghĩa lồng vào nhau. Thí dụ dưới đây cho thấy việc khai báo cấu trúc worker có chứa cấu trúc person như là một thành phần. Việc truy cập dữ liệu thành phần của cấu trúc bên trong cũng được tiến hành theo cách dùng toán tử "." nối tiếp nhau.
```
struct
 
person

{
 

  
char
 
name
[
60
];
 

  
int
 
age
;

};

struct
 
worker

{
 

  
struct
 
person
 
peronal_ID
;

  
char
 
job
[
30
];

  
float
 
income
;

};

```

## Kiểu hợp nhất
Kiểu hợp nhất có tên từ khóa là union kiểu đặc biệt này cho phép nó chứa dữ liệu mà có thể có kiểu khác nhau trong cùng một phần bộ nhớ (mà nó có thể được cấp phát khi khai báo biến):
```
union
 
folder

{
 

  
int
 
number
;

  
double
 
real
;

  
char
 
letter
;

};
 
//lưu ý dấu ";" cần dùng để kết thúc câu lệnh

```

Để khai báo biến, có thể dùng cách thông thường, tạo mảng các union hay cách tham chiếu:
```
union
 
folder
 
matter
;

union
 
folder
 
listtype
[
100
];

union
 
folder
 
*
matterptr
;

```

Để gán hay truy cập giá trị cho một biến union, có thể dùng toán tử "." Theo hàng khai báo đầu tiên của thí dụ trên ta có thể viết một trong các phép gán:
```
matter
.
real
 
=
 
3.1416
;

```

hay là:
```
matter.letter = 't';
```

hay là:
```
matter.number = 1;
```

Lưu ý:
- Việc gán giá trị cho một biến kiểu union đòi hỏi kiểu của dữ liệu đó phải có mặt trong khai báo ban đầu của nó. Theo thí dụ trên thì kiểu folder chỉ chấp nhận chứa một đơn vị dữ liệu của một trong ba kiểu int, double, và char.
- Một khi giá trị có kiểu đúng nào đó được gán cho một biến kiểu union thì nó sẽ xóa bỏ hẳn giá trị cũ (nếu có) mà biến này đã chứa trước đó.
- Việc truy cập một giá trị từ một biến kiểu union cần lưu ý đến kiểu hiện tại của dữ liệu đang được chứa của biến này nếu không, có thể gây ra lỗi dùng sai kiểu.
- Điểm khác nhau quan trọng giữa union và struct là union chỉ có được một thành phần (nhưng thành phần này phải có kiểu tùy theo khai báo của người lập trình) trong khi struct bao gồm nhiều thành phần (và mỗi thành phần có thể có kiểu khác nhau).
- Tương tự như struct, union cho phép khai báo nhiều union lồng nhau.

## Dùng#defineđể định nghĩa hằng và kiểu
Một cách tổng quát thì từ khóa tiền xử lý #define đùng để định nghĩa tên của một kiểu (đối tượng) nào đó. Thực ra, câu lệnh #define chỉ là một loại câu lệnh macro. Có hai ứng dụng chính như sau:

### Định nghĩa tên hằng
Có thể dùng câu lệnh tiền xử lý #define để định nghĩa một hằng:
```
#define PI 3.14159 
//định nghĩa tên một hằng số PI

#define STANDARD "ANSI C" 
//định nghĩa tên một hằng dãy ký tự

#define ESC '\033' 
//định nghĩa tên một hằng ký tự mã ASCII của phím Esc.

```

Lưu ý: so với cách định nghĩa dùng từ khóa const thì cách dùng này không được uyển chuyển bằng nhưng nó thường cho hiệu quả thực thi nhanh hơn vì đây chỉ là các macro.

### Định nghĩa tên của kiểu dữ liệu
Có thể dùng #define để định nghĩa tên của một kiểu dữ liệu:
```
#define real float 
//định nghĩa tên kiẻu real cho dữ liệu có kiểu float

```

Việc khai báo các biến không có gì khác lạ ngoại trừ tên mới được dùng:
```
real
 
x
,
 
y
[
3
],
 
*
z
;

```

Lưu ý: Việc sử dụng #define có thể có các hiệu ứng phụ không ngờ nếu dùng nó kết hợp với nhiều định tính và có thể dẫn đến những lỗi khó tìm khi viết mã:
```
#define STRING char *

```

Trong lúc định nghĩa biến người lập có thể muốn định nghĩa hai con trỏ char như sau:
```
STRING name, job;
```

Tuy nhiên, điều ước muốn sẽ không xảy ra vì #define là macro nên trình dịch sẽ diễn giải thành (nó chỉ thay thế tên STRING bằng char *):
```
char
 
*
 
name
,
 
job
;

```

Và như vậy, người lập trình sẽ không nhận được hai biến con trỏ như dự tính mà chỉ có một biến name là con trỏ mà thôi.

## Dùngtypedefđể định nghĩa kiểu
Một cách khác để đặt tên riêng cho kiểu dữ liệu là dùng câu lệnh với từ khóa typedef:
```
typedef
 
float
 
real
;

```

Nếu so sánh cách viết trong thí dụ trên với việc dùng từ khoá #define để định nghĩa thì chúng hoàn toàn tương đương (chỉ khác nhau về thứ tự các chữ float và real). Tuy nhiên, cách viết này là một sự thay thế thế tên "đúng nghĩa" chứ không phải là một macro đơn thuần. Trở lại thí dụ:
```
  
typedef
 
char
*
 
string
;

```

Câu lệnh trên cho phép đặt tên string như là một kiểu mới (mà nội dung của nó là kiểu con trỏ char). Bây giờ hãy xét đến câu lệnh khai báo biến:
```
  
string
 
name
,
 
job
;

```

Trường hợp này sẽ được trình dịch diễn dịch đúng theo mong muốn thành:
```
  
char
 
*
name
,
 
*
job
;

```

### Dùng chostruct
Một thí dụ khác liên quan đến việc đặt tên cho struct là việc kết hợp cả hai khai báo và đặt tên lại trong cùng một câu lệnh:
```
  
typedef
 
struct

  
{
 

    
char
 
*
 
name
;

    
int
 
*
 
age
;

  
}
 
person
;

```

Như vậy khi khai báo biến chỉ cần viết là:
```
  
person
 
Trung
;

```

### Ứng dụng
Một ứng dụng đáng lưu ý của typedef là việc làm cho mã C trở nên linh hoạt hơn trong nhiều môi trường khác nhau. Thí dụ: khi muốn xác định dùng đúng 4 byte cho một kiểu nguyên nhưng trên một số hệ máy thì nó ứng với kiểu int, trong khi trên một số hệ máy khác nó lại ứng với kiểu long int. Để giải quyết việc dùng chính xác 4 byte cho kiểu nguyên mà người lập trình muốn, thì có thể dùng giải pháp là: thêm vào một tập tin bao gồm trong đó có chứa định nghĩa:
```
  
typedef
 
int
 
FOURBYTE
;
 
//dùng cho các máy lấy int là 4 byte

```

hay định nghĩa:
```
  
typedef
 
long
 
int
 
FOURBYTE
;
 
//dùng cho các máy lấy long int là 4 byte

```

và chỉ cần thêm vào trong mã nguồn câu lệnh #include <Tên_tập_tin_bao_gồm> như vậy chỉ cần thay nội dung của tập tin bao gồm thì toàn bộ mã vẫn hoạt động đúng.

## Kiểuenum
Kiểu enum là một kiểu dữ liệu đặc biệt được dùng để định nghĩa một quan hệ thứ tự cho một tập họp hữu hạn các tên. (Trong thực tế thì enum có kiểu là int Theo trang 553 trong cuốn "New C Primer Plus"—xem thêm phần tham khảo):
```
enum
 
Wiki
 
{
Arisa
,
 
Bluesman
,
 
VietBio
,
 
Trung
,
 
Quang
,
 
Minh
};

```

Để khai báo biến member có kiểu enum dùng câu lệnh:
```
enum
 
member
;

```

Các giá trị (hiểu ngầm) của cáo ký hiệu Arisa, Bluesman, VietBio, Trung, Quang, Minh theo mặc định sẽ tương ứng với 0, 1, 2, 3, 4, 5. các cách viết câu lệnh sau đây là có hiệu lực:
```
member
 
=
 
Minh
;

if
(
member
 
==
 
VietBio
)

{
 

  
//do_some_commands 

}

for
(
member
 
=
 
Arisa
;
 
member
 
<=
 
Trung
;
 
member
++
)

{

  
//do_some_commands

}

```

Như vậy, theo mặc đinh. các tên của một enum được xem là các hằng số từ 0 tăng dần cho đến phần tử cuối cùng trong đó.

Tuy nhiên, C không loại trừ khả năng đặt lại giá trị của một phần tử trong enum theo cách riêng:
```
enum
 
reordert
 
=
 
{
duck
,
 
cat
 
=
 
10
,
 
mouse
 
=
 
50
,
 
elephant
 
=
 
1000
,
 
lion
,
 
virus
};

```

Trong ví dụ trên thì duck có giá trị tương ứng là 0, cat là 10,..., elephant là 1000, còn lion sẽ tương ứng là 1001 và virus là 1002.
Một trong những ứng dụng chính của kiểu này là để tăng cường khả năng đọc mã được dễ hiểu hay phù hơn với con người.

## KiểuFILE
Kiểu FILE là kiểu dữ liệu dùng để xử lý các tập tin. Theo ANSI thì có hai phương thức để truy cập là nhị phân (binary) và văn bản (text). Người ta dùng một biến con trỏ để khai bảo:
```
 
FILE
 
*
fp
;

```

Thủ tục quan trọng cần làm tiếp theo là việc mở tập tin. Hàm thường được dùng để mở một tập tin là fopen
```
 
fp
 
=
 
fopen
 
(
"Dung.txt"
,
 
"r"
);

```

Trong dòng lệnh trên thì tập tin có tên Dung.txt sẽ được mở trong chế độ đọc r. Các chế độ truy cập cơ bản bao gồm:
- r - đọc
- w - viết
- a - viết tiếp vào cuối tập tin và tạo tập tin mới nếu chưa có
- r+ - đọc và viết
- w+ - đọc và viết nhưng cắt bỏ nội dung cũ của tập tin nếu có, tạo tập tin mới nếu chưa có
- a+ - Mở file đã tồn tại với mục đích đọc và ghi. Nó tạo file mới nếu không tồn tại. Việc đọc file sẽ bắt đầu đọc từ đầu nhưng ghi file sẽ chỉ ghi vào cuối file.
- rb wb ab rb+ r+b wb+ w+b ab+ a+b giống như các trường hợp trên nhưng chỉ dùng cho tập tin nhị phân.

Để tiếp tục việc xở lý thì có thể dùng tới các hàm trong thư viện chuẩn như: getc(), putc(), fprintf(), fscanf(), fget(), fgets(), fputs(), fseek(), ftell() và hàm fclose().

## Lưu ý về biến được khai báostatic
Các biến có được xác định bởi định tính static đặt trước tên kiểu biến khi khai báo sẽ cho biến đó một tính năng đặc biệt, đó là, giá trị của nó sẽ được lưu giữ không bị mất đi mặc dù khối mã chứa nó đã được xử lý xong. Trường hợp. Đặc biệt nếu một biến được khai báo có định tính static trong một hàm và được cài đặt giá trị nào đó thì sau khi hàm đó được gọi, giá trị của biến static đó vẫn còn giữ nguyên giữa mỗi lần gọi (cho tới khi nó được gán giá trị khác trong lần gọi tới của hàm). Thi dụ sau đây khai báo biến my_static có định tính static trong một hàm:
```
#include
<stdio.h>

int
 
static_func
(
int
 
init
)

{

    
static
 
int
 
my_static_var
;

    
my_static_var
 
+=
 
init
;

    
return
 
my_static_var
;

}

int
 
main
(
void
)

{

   
printf
(
"call the 1st time (init=0), my_static_var = %d
\n
"
,
 
static_func
(
0
));

   
printf
(
"call the 2nd time (init=1), my_static_var = %d
\n
"
,
 
static_func
(
1
));

   
printf
(
"call the 3rd time (init=2), my_static_var = %d
\n
"
,
 
static_func
(
2
));

}

```

sau khi dịch và chạy mã này sẽ cho kết quả:
```
call
 
the
 
1
st
 
time
 
(
init
=
0
),
 
my_static_var
 
=
 
0
   
//0 +0 =0

call
 
the
 
2
nd
 
time
 
(
init
=
1
),
 
my_static_var
 
=
 
1
   
//0 +1 =1

call
 
the
 
3
rd
 
time
 
(
init
=
2
),
 
my_static_var
 
=
 
3
   
//1 +2 =3

```

Lưu ý: Mọi biến toàn cục đều có định tính static một cách tự động.